# Ласунские
Ласу́нские — русский дворянский род.
Предки этого рода, по семейному преданию, вышли из Польши в Новгородскую область. Данило Юрьевич Ласунский был новгородским городовым дворянином (1606).
Ефим Андреевич Ласунский, лейб-кампанец, участвовал в возведении на российский престол Елизаветы Петровны, а сын его Михаил Ефимович — в возведении на престол Екатерины II. Этот род Ласунских был внесён в VI часть родословной книги Ярославской губернии.
Другая отрасль рода этой фамилии внесена в VI часть родословной книги Новгородской и Санкт-Петербургской губерний Российской империи. ОДним из представителей его был генерал-майор Иван Александрович Ласунский, скончавшийся в 1850 году на 76-м году жизни.

## Описание герба
На две части вдоль разделенный щит, у которого правая часть показывает в черном поле золотое стропило с наложенными на нем тремя горящими гранатами натурального цвету между тремя серебряными звездами яко общий знак особливой Нам и всей Империи Нашей при благополучном Нашем с помощью Всевышнего на родительский Наш наследный престол вступление верно оказанной знатной службы и военной храбрости нашей Лейб-компании, а левая содержит в красном поле золотую восходящую луну с происходящим из оной крестом того ж металла, как старинный родовой герб фамилии Ласовских (Шелига (польск. Szeliga), которым званием оные Ласунские в Польском Королевстве именовались, с двумя павлиньими перьями натурального цвета, по сторонам креста из той же луны происходящими, и при помянутом гербе Ласовских в украшении шлема употребляемыми.
Над щитом несколько открытый к правой стороне обращенный стальной дворянский шлем о трех обручах, который украшает наложенная на него обыкновенная Лейб-компании гренадерская шапка с красными и белыми страусовыми перьями и с двумя по обеим сторонам распростертыми орлиными крылами черного цвету, на которых повторены три серебряные звезды. По сторонам щита опущен шлемовный намет красного и черного цветов, подложенный золотом, с приложенною внизу щита надписью: «ЗА ВЕРНОСТЬ И РЕВНОСТЬ».